# Gyttjekärrlöpare
Gyttjekärrlöpare (Agonum lugens) är en skalbaggsart som först beskrevs av Caspar Erasmus Duftschmid 1812.  Gyttjekärrlöpare ingår i släktet Agonum, och familjen jordlöpare. Enligt den finländska rödlistan är arten sårbar i Finland. Arten är reproducerande i Sverige. Artens livsmiljö är strandängar vid sötvatten.

## Bildgalleri

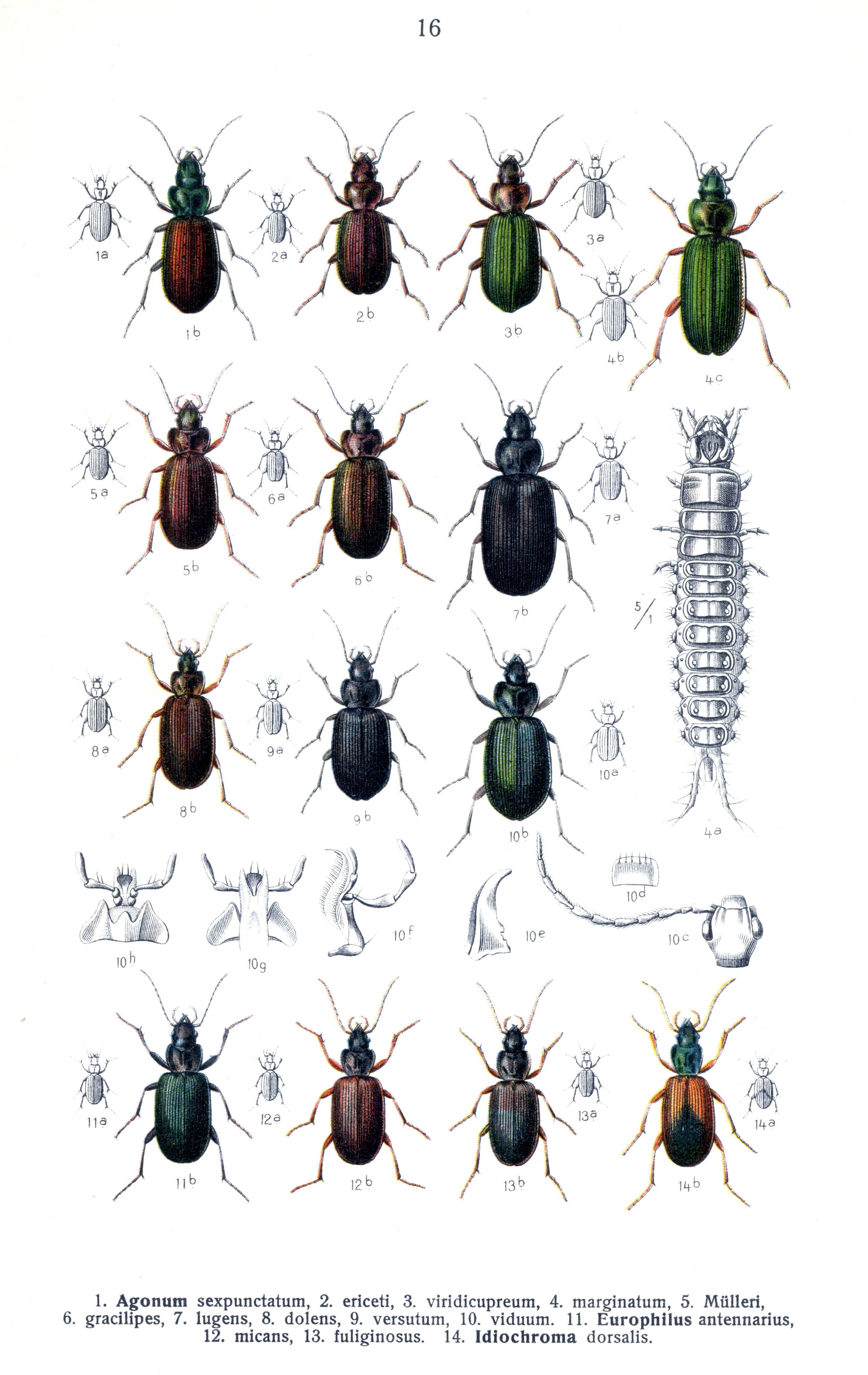
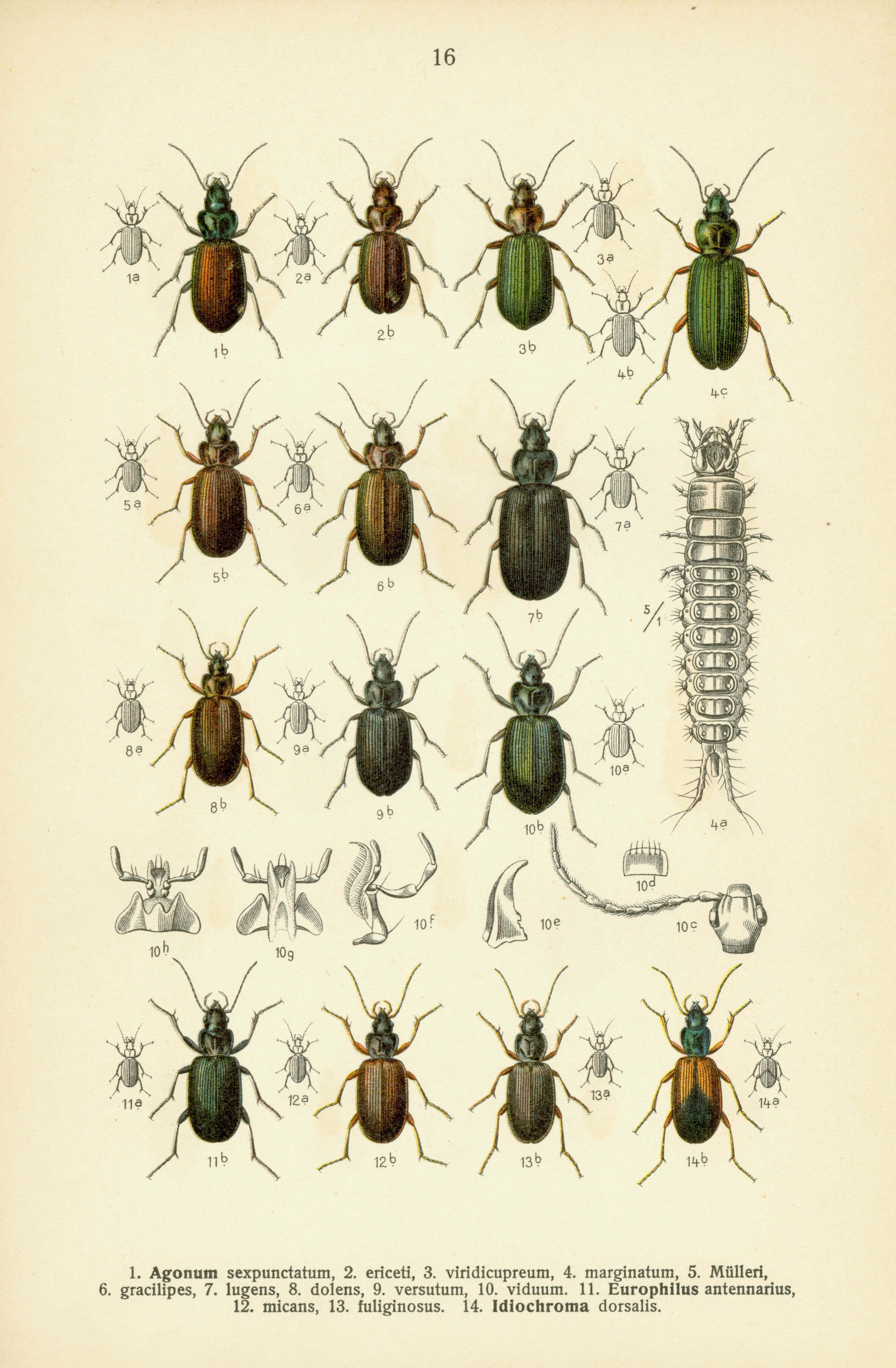